# James Blunt/Diskografie
Diese Diskografie ist eine Übersicht über die musikalischen Werke des britischen Singer-Songwriters James Blunt. Den Quellenangaben und Schallplattenauszeichnungen zufolge hat er mehr als 34 Millionen Tonträger verkauft, davon alleine in seiner Heimat über 12 Millionen. Seine erfolgreichste Veröffentlichung ist das Debütalbum Back to Bedlam mit über 10,9 Millionen verkauften Einheiten.

## Alben

### Studioalben
| Jahr | Titel Musiklabel                            | Höchstplatzierung, Gesamtwochen, AuszeichnungChartplatzierungen (Jahr, Titel, Musiklabel, Platzierungen, Wochen, Auszeichnungen, Anmerkungen) | Höchstplatzierung, Gesamtwochen, AuszeichnungChartplatzierungen (Jahr, Titel, Musiklabel, Platzierungen, Wochen, Auszeichnungen, Anmerkungen) | Höchstplatzierung, Gesamtwochen, AuszeichnungChartplatzierungen (Jahr, Titel, Musiklabel, Platzierungen, Wochen, Auszeichnungen, Anmerkungen) | Höchstplatzierung, Gesamtwochen, AuszeichnungChartplatzierungen (Jahr, Titel, Musiklabel, Platzierungen, Wochen, Auszeichnungen, Anmerkungen) | Höchstplatzierung, Gesamtwochen, AuszeichnungChartplatzierungen (Jahr, Titel, Musiklabel, Platzierungen, Wochen, Auszeichnungen, Anmerkungen) | Anmerkungen                                                    |
| Jahr | Titel Musiklabel                            | DE | AT | CH | UK | US | Anmerkungen                                                    |
| ---- | ------------------------------------------- | --- | --- | --- | --- | --- | -------------------------------------------------------------- |
| 2004 | Back to Bedlam Atlantic Records (WMG)       | DE1 ×9Neunfachgold · (68 Wo.)DE | AT1 ×2Doppelplatin · (89 Wo.)AT | CH1 ×5Fünffachplatin · (101 Wo.)CH | UK1 ×11Elffachplatin · (131 Wo.)UK | US2 ×3Dreifachplatin · (78 Wo.)US | Erstveröffentlichung: 15. April 2004 Verkäufe: + 10.903.000    |
| 2007 | All the Lost Souls Atlantic Records (WMG)   | DE1 ×5Fünffachgold · (54 Wo.)DE | AT1 Platin · (57 Wo.)AT | CH1 ×3Dreifachplatin · (56 Wo.)CH | UK1 ×3Dreifachplatin · (36 Wo.)UK | US7 Gold · (25 Wo.)US | Erstveröffentlichung: 14. September 2007 Verkäufe: + 3.419.992 |
| 2010 | Some Kind of Trouble Atlantic Records (WMG) | DE2 Platin · (27 Wo.)DE | AT3 Gold · (26 Wo.)AT | CH1 Platin · (44 Wo.)CH | UK4 Platin · (19 Wo.)UK | US11 (6 Wo.)US | Erstveröffentlichung: 3. November 2010 Verkäufe: + 1.085.000   |
| 2013 | Moon Landing Atlantic Records (WMG)         | DE2 ×3Dreifachgold · (66 Wo.)DE | AT1 Gold · (49 Wo.)AT | CH1 Platin · (71 Wo.)CH | UK2 Platin · (52 Wo.)UK | US20 (3 Wo.)US | Erstveröffentlichung: 18. Oktober 2013 Verkäufe: + 1.500.000   |
| 2017 | The Afterlove Atlantic Records (WMG)        | DE6 (14 Wo.)DE | AT7 (7 Wo.)AT | CH4 (33 Wo.)CH | UK6 Gold · (10 Wo.)UK | US177 (1 Wo.)US | Erstveröffentlichung: 17. März 2017 Verkäufe: + 100.000        |
| 2019 | Once Upon a Mind Atlantic Records (WMG)     | DE8 (11 Wo.)DE | AT6 (5 Wo.)AT | CH4 (30 Wo.)CH | UK3 Gold · (21 Wo.)UK | — | Erstveröffentlichung: 25. Oktober 2019 Verkäufe: + 100.000     |
| 2023 | Who We Used to Be Atlantic Records (WMG)    | DE11 (2 Wo.)DE | AT5 (2 Wo.)AT | CH4 (11 Wo.)CH | UK5 (2 Wo.)UK | — | Erstveröffentlichung: 27. Oktober 2023                         |

### Livealben
| Jahr | Titel Musiklabel                                         | Höchstplatzierung, Gesamtwochen, AuszeichnungChartplatzierungen (Jahr, Titel, Musiklabel, Platzierungen, Wochen, Auszeichnungen, Anmerkungen) | Höchstplatzierung, Gesamtwochen, AuszeichnungChartplatzierungen (Jahr, Titel, Musiklabel, Platzierungen, Wochen, Auszeichnungen, Anmerkungen) | Höchstplatzierung, Gesamtwochen, AuszeichnungChartplatzierungen (Jahr, Titel, Musiklabel, Platzierungen, Wochen, Auszeichnungen, Anmerkungen) | Höchstplatzierung, Gesamtwochen, AuszeichnungChartplatzierungen (Jahr, Titel, Musiklabel, Platzierungen, Wochen, Auszeichnungen, Anmerkungen) | Höchstplatzierung, Gesamtwochen, AuszeichnungChartplatzierungen (Jahr, Titel, Musiklabel, Platzierungen, Wochen, Auszeichnungen, Anmerkungen) | Anmerkungen                                                                       |
| Jahr | Titel Musiklabel                                         | DE | AT | CH | UK | US | Anmerkungen                                                                       |
| ---- | -------------------------------------------------------- | --- | --- | --- | --- | --- | --------------------------------------------------------------------------------- |
| 2005 | Chasing Time: The Bedlam Sessions Atlantic Records (WMG) | DE*DE | — | CH2 (28 Wo.)CH | — | — | Erstveröffentlichung: 4. Oktober 2005 Verkäufe: + 935.000; * siehe Back to Bedlam |
| 2008 | Les Sessions Lost Souls Atlantic Records (WMG)           | DE*DE | — | — | — | — | Erstveröffentlichung: 24. November 2008 * siehe All the Lost Souls                |
| 2011 | Trouble Revisited Atlantic Records (WMG)                 | DE*DE | — | CH47 (5 Wo.)CH | — | — | Erstveröffentlichung: 2. Dezember 2011 * siehe Some Kind of Trouble               |

### Kompilationen
| Jahr | Titel Musiklabel                                         | Höchstplatzierung, Gesamtwochen, AuszeichnungChartplatzierungen (Jahr, Titel, Musiklabel, Platzierungen, Wochen, Auszeichnungen, Anmerkungen) | Höchstplatzierung, Gesamtwochen, AuszeichnungChartplatzierungen (Jahr, Titel, Musiklabel, Platzierungen, Wochen, Auszeichnungen, Anmerkungen) | Höchstplatzierung, Gesamtwochen, AuszeichnungChartplatzierungen (Jahr, Titel, Musiklabel, Platzierungen, Wochen, Auszeichnungen, Anmerkungen) | Höchstplatzierung, Gesamtwochen, AuszeichnungChartplatzierungen (Jahr, Titel, Musiklabel, Platzierungen, Wochen, Auszeichnungen, Anmerkungen) | Höchstplatzierung, Gesamtwochen, AuszeichnungChartplatzierungen (Jahr, Titel, Musiklabel, Platzierungen, Wochen, Auszeichnungen, Anmerkungen) | Anmerkungen                                                 |
| Jahr | Titel Musiklabel                                         | DE | AT | CH | UK | US | Anmerkungen                                                 |
| ---- | -------------------------------------------------------- | --- | --- | --- | --- | --- | ----------------------------------------------------------- |
| 2021 | The Stars Beneath My Feet (2004–2021) Warner Music (WMG) | DE12 (6 Wo.)DE | AT13 (2 Wo.)AT | CH12 (8 Wo.)CH | UK9 Gold · (15 Wo.)UK | — | Erstveröffentlichung: 19. November 2021 Verkäufe: + 100.000 |

### EPs
| Jahr | Titel Musiklabel                                            | Anmerkungen                             |
| ---- | ----------------------------------------------------------- | --------------------------------------- |
| 2005 | Up Close Atlantic Records (WMG)                             | Erstveröffentlichung: 25. Oktober 2005  |
| 2005 | Live in Berlin (Fritz Radio Konzert) Atlantic Records (WMG) | Erstveröffentlichung: 28. Oktober 2005  |
| 2008 | Introducing … James Blunt Atlantic Records (WMG)            | Erstveröffentlichung: 19. Mai 2008      |
| 2014 | Smoke Signals Atlantic Records • Custard Records (WMG)      | Erstveröffentlichung: 15. Dezember 2014 |

## Singles

### Als Leadmusiker
| Jahr | Titel Album                                               | Höchstplatzierung, Gesamtwochen, AuszeichnungChartplatzierungen (Jahr, Titel, Album, Platzierungen, Wochen, Auszeichnungen, Anmerkungen) | Höchstplatzierung, Gesamtwochen, AuszeichnungChartplatzierungen (Jahr, Titel, Album, Platzierungen, Wochen, Auszeichnungen, Anmerkungen) | Höchstplatzierung, Gesamtwochen, AuszeichnungChartplatzierungen (Jahr, Titel, Album, Platzierungen, Wochen, Auszeichnungen, Anmerkungen) | Höchstplatzierung, Gesamtwochen, AuszeichnungChartplatzierungen (Jahr, Titel, Album, Platzierungen, Wochen, Auszeichnungen, Anmerkungen) | Höchstplatzierung, Gesamtwochen, AuszeichnungChartplatzierungen (Jahr, Titel, Album, Platzierungen, Wochen, Auszeichnungen, Anmerkungen) | Anmerkungen                                                   |
| Jahr | Titel Album                                               | DE | AT | CH | UK | US | Anmerkungen                                                   |
| --- | --------------------------------------------------------- | --- | --- | --- | --- | --- | ------------------------------------------------------------- |
| 2004 | High Back to Bedlam                                       | DE22 (9 Wo.)DE | AT13 (18 Wo.)AT | CH15 (16 Wo.)CH | UK16 Silber · (22 Wo.)UK | US100 (1 Wo.)US | Erstveröffentlichung: 18. Oktober 2004 Verkäufe: + 230.000    |
| 2005 | Wisemen Back to Bedlam                                    | DE40 (9 Wo.)DE | AT15 (16 Wo.)AT | CH23 (25 Wo.)CH | UK23 Gold · (31 Wo.)UK | — | Erstveröffentlichung: 31. März 2005 Verkäufe: + 404.000       |
| 2005 | You’re Beautiful Back to Bedlam                           | DE2 Platin · (29 Wo.)DE | AT6 Gold · (37 Wo.)AT | CH2 Gold · (97 Wo.)CH | UK1 ×3Dreifachplatin · (43 Wo.)UK | US1 ×4Platin (Mastertone) + Vierfachplatin · (38 Wo.)US                                                                                  | Erstveröffentlichung: 30. Mai 2005 Verkäufe: + 6.670.000      |
| 2005 | Goodbye My Lover Back to Bedlam                           | DE28 Gold · (12 Wo.)DE | AT36 (8 Wo.)AT | CH19 Gold · (34 Wo.)CH | UK9 Platin · (22 Wo.)UK | US66 Gold · (4 Wo.)US | Erstveröffentlichung: 19. Dezember 2005 Verkäufe: + 1.798.000 |
| 2006 | No Bravery Back to Bedlam                                 | — | — | — | — | — | Erstveröffentlichung: 17. April 2006                          |
| 2007 | 1973 All the Lost Souls                                   | DE2 Gold · (29 Wo.)DE | AT1 Gold · (30 Wo.)AT | CH1 (54 Wo.)CH | UK4 Platin · (19 Wo.)UK | US73 (3 Wo.)US | Erstveröffentlichung: 24. August 2007 Verkäufe: + 900.000     |
| 2007 | Same Mistake All the Lost Souls                           | DE27 (16 Wo.)DE | AT12 (23 Wo.)AT | CH21 (23 Wo.)CH | UK57 (3 Wo.)UK | — | Erstveröffentlichung: 3. September 2007                       |
| 2008 | Carry You Home All the Lost Souls                         | DE43 (9 Wo.)DE | AT50 (6 Wo.)AT | CH16 (37 Wo.)CH | UK20 Silber · (8 Wo.)UK | — | Erstveröffentlichung: 14. März 2008 Verkäufe: + 242.500       |
| 2008 | I Really Want You All the Lost Souls                      | — | — | — | — | — | Erstveröffentlichung: 4. August 2008                          |
| 2008 | Love, Love, Love All the Lost Souls                       | — | — | CH59 (3 Wo.)CH | — | — | Erstveröffentlichung: 7. Oktober 2008                         |
| 2010 | Stay the Night Some Kind of Trouble                       | DE4 Gold · (27 Wo.)DE | AT6 (15 Wo.)AT | CH1 (22 Wo.)CH | UK26 (6 Wo.)UK | US94 (1 Wo.)US | Erstveröffentlichung: 22. Oktober 2010 Verkäufe: + 242.500    |
| 2011 | So Far Gone Some Kind of Trouble                          | — | AT40 (2 Wo.)AT | — | — | — | Erstveröffentlichung: 3. Januar 2011                          |
| 2011 | If Time Is All I Have Some Kind of Trouble                | — | — | — | — | — | Erstveröffentlichung: 4. April 2011                           |
| 2011 | I’ll Be Your Man Some Kind of Trouble                     | DE40 (3 Wo.)DE | AT45 (1 Wo.)AT | CH68 (2 Wo.)CH | — | — | Erstveröffentlichung: 23. Mai 2011                            |
| 2011 | Dangerous Some Kind of Trouble                            | — | — | — | — | — | Erstveröffentlichung: 26. Juli 2011                           |
| 2012 | Superstar Some Kind of Trouble                            | — | — | — | — | — | Erstveröffentlichung: 6. März 2012                            |
| 2013 | Bonfire Heart Moon Landing                                | DE1 Platin · (31 Wo.)DE | AT1 Gold · (20 Wo.)AT | CH1 Platin · (25 Wo.)CH | UK4 Platin · (29 Wo.)UK | — | Erstveröffentlichung: 30. Juli 2013 Verkäufe: + 1.541.000     |
| 2014 | Heart to Heart Moon Landing                               | DE17 Gold · (24 Wo.)DE | AT10 (15 Wo.)AT | CH23 (7 Wo.)CH | UK42 (7 Wo.)UK | — | Erstveröffentlichung: 21. März 2014 Verkäufe: + 215.000       |
| 2014 | Postcards Moon Landing                                    | DE50 (17 Wo.)DE | AT10 (17 Wo.)AT | CH31 (19 Wo.)CH | UK90 (1 Wo.)UK | — | Erstveröffentlichung: 12. Mai 2014 Verkäufe: + 15.000         |
| 2014 | When I Find Love Again Moon Landing                       | DE78 (10 Wo.)DE | AT44 (4 Wo.)AT | CH59 (2 Wo.)CH | UK78 (1 Wo.)UK | — | Erstveröffentlichung: 16. September 2014                      |
| 2017 | Love Me Better The Afterlove                              | — | — | CH87 (1 Wo.)CH | UK93 (1 Wo.)UK | — | Erstveröffentlichung: 27. Januar 2017                         |
| 2017 | Time of Our Lives The Afterlove                           | — | — | — | — | — | Erstveröffentlichung: 14. Februar 2017                        |
| 2017 | Make Me Better The Afterlove                              | — | — | — | — | — | Erstveröffentlichung: 3. März 2017                            |
| 2017 | Bartender The Afterlove                                   | — | — | — | — | — | Erstveröffentlichung: 10. März 2017                           |
| 2017 | Don’t Give Me Those Eyes The Afterlove                    | — | — | — | — | — | Erstveröffentlichung: 15. September 2017                      |
| 2019 | Cold Once Upon a Mind                                     | — | — | CH59 (4 Wo.)CH | — | — | Erstveröffentlichung: 29. August 2019                         |
| 2019 | Champions Once Upon a Mind                                | — | — | CH65 (1 Wo.)CH | — | — | Erstveröffentlichung: 4. Oktober 2019                         |
| 2019 | I Told You Once Upon a Mind                               | — | — | — | — | — | Erstveröffentlichung: 11. Oktober 2019                        |
| 2019 | Monsters Once Upon a Mind                                 | — | — | — | UK90 Silber · (1 Wo.)UK | — | Erstveröffentlichung: 18. Oktober 2019 Verkäufe: + 200.000    |
| 2019 | The Truth Once Upon a Mind                                | — | — | CH55 (1 Wo.)CH | — | — | Erstveröffentlichung: 20. Dezember 2019                       |
| 2020 | Halfway Once Upon a Mind                                  | — | — | — | — | — | Erstveröffentlichung: 5. Februar 2020 feat. Ward Thomas       |
| 2020 | The Greatest Once Upon a Mind                             | — | — | — | — | — | Erstveröffentlichung: 17. April 2020                          |
| 2020 | 5 Miles Once Upon a Mind                                  | — | — | — | — | — | Erstveröffentlichung: 1. Mai 2020                             |
| 2021 | Love Under Pressure The Stars Beneath My Feet (2004–2021) | — | — | — | — | — | Erstveröffentlichung: 10. September 2021                      |
| 2021 | Unstoppable The Stars Beneath My Feet (2004–2021)         | — | — | — | — | — | Erstveröffentlichung: 29. Oktober 2021                        |
| 2022 | Adrenaline The Stars Beneath My Feet (2004–2021)          | — | — | — | — | — | Erstveröffentlichung: 18. März 2022                           |
| 2023 | Beside You Who We Used to Be                              | — | — | — | — | — | Erstveröffentlichung: 2. August 2023 Verkäufe: + 50.000       |
| 2023 | All the Love That I Ever Needed Who We Used to Be         | — | — | — | — | — | Erstveröffentlichung: 22. September 2023                      |
| 2023 | The Girl That Never Was Who We Used to Be                 | — | — | — | — | — | Erstveröffentlichung: 4. Oktober 2023                         |
| 2025 | Tears Dry Tonight –                                       | — | — | — | — | — | Erstveröffentlichung: 25. April 2025 mit Cyril                |
| Folgende Lieder erschienen nicht als Single, wurden aber durch das Album zum Download und Streaming bereitgestellt und konnten somit eine Platzierung erlangen: |                                                           | | | | | |                                                               |
| |                                                           | | | | | |                                                               |
| 2017 | Don’t Give Me Those Eyes The Afterlove                    | — | — | CH27 (3 Wo.)CH | — | — | Charteinstieg: 2. April 2017                                  |

### Als Gastmusiker
| Jahr | Titel Album                                                 | Höchstplatzierung, Gesamtwochen, AuszeichnungChartplatzierungen (Jahr, Titel, Album, Platzierungen, Wochen, Auszeichnungen, Anmerkungen) | Höchstplatzierung, Gesamtwochen, AuszeichnungChartplatzierungen (Jahr, Titel, Album, Platzierungen, Wochen, Auszeichnungen, Anmerkungen) | Höchstplatzierung, Gesamtwochen, AuszeichnungChartplatzierungen (Jahr, Titel, Album, Platzierungen, Wochen, Auszeichnungen, Anmerkungen) | Höchstplatzierung, Gesamtwochen, AuszeichnungChartplatzierungen (Jahr, Titel, Album, Platzierungen, Wochen, Auszeichnungen, Anmerkungen) | Höchstplatzierung, Gesamtwochen, AuszeichnungChartplatzierungen (Jahr, Titel, Album, Platzierungen, Wochen, Auszeichnungen, Anmerkungen) | Anmerkungen |
| Jahr | Titel Album                                                 | DE | AT | CH | UK | US | Anmerkungen |
| ---- | ----------------------------------------------------------- | --- | --- | --- | --- | --- | --- |
| 2008 | Je réalise Le toit du monde                                 | — | — | CH38 (11 Wo.)CH | — | — | Erstveröffentlichung: 15. Februar 2008 Sinik feat. James Blunt                                                         |
| 2009 | Primavera in anticipo (It Is My Song) Primavera in anticipo | DE16 (22 Wo.)DE | AT1 Gold · (28 Wo.)AT | CH5 Gold · (31 Wo.)CH | — | — | Erstveröffentlichung: 3. April 2009 Verkäufe: + 30.000; Laura Pausini feat. James Blunt                                |
| 2010 | Everybody Hurts –                                           | DE16 (7 Wo.)DE | AT23 (7 Wo.)AT | CH16 (2 Wo.)CH | UK1 Platin · (26 Wo.)UK | — | Erstveröffentlichung: 12. Februar 2010 als Teil von Helping Haiti Verkäufe: + 600.000; Original: R.E.M.                |
| 2017 | OK Uncovered                                                | DE2 ×2Doppelplatin · (38 Wo.)DE | AT2 ×2Doppelplatin · (32 Wo.)AT | CH2 ×2Doppelplatin · (47 Wo.)CH | UK— SilberUK | — | Erstveröffentlichung: 19. Mai 2017 Verkäufe: + 1.683.333; Robin Schulz feat. James Blunt                               |
| 2017 | Bridge over Troubled Water –                                | — | AT32 (3 Wo.)AT | CH28 (2 Wo.)CH | UK1 Gold · (5 Wo.)UK | — | Erstveröffentlichung: 23. Juni 2017 als Teil von Artists for Grenfell Verkäufe: + 400.000; Original: Simon & Garfunkel |
| 2018 | Melody Alive and Feeling Fine                               | DE26 Gold · (19 Wo.)DE | AT19 (16 Wo.)AT | CH8 (20 Wo.)CH | — | — | Erstveröffentlichung: 27. April 2018 Verkäufe: + 270.000 Lost Frequencies feat. James Blunt                            |
| 2019 | Walk Away Sticker on My Suitcase                            | DE98 (1 Wo.)DE | — | — | — | — | Erstveröffentlichung: 29. März 2019 Alle Farben feat. James Blunt                                                      |
| 2023 | Can’t Forget You –                                          | — | — | — | — | — | Erstveröffentlichung: 14. April 2023 James Carter & Ofenbach feat. James Blunt                                         |

## Videoalben und Musikvideos

### Videoalben
| Jahr | Titel Musiklabel                                         | Höchstplatzierung, Gesamtwochen, AuszeichnungChartplatzierungen (Jahr, Titel, Musiklabel, Platzierungen, Wochen, Auszeichnungen, Anmerkungen) | Höchstplatzierung, Gesamtwochen, AuszeichnungChartplatzierungen (Jahr, Titel, Musiklabel, Platzierungen, Wochen, Auszeichnungen, Anmerkungen) | Höchstplatzierung, Gesamtwochen, AuszeichnungChartplatzierungen (Jahr, Titel, Musiklabel, Platzierungen, Wochen, Auszeichnungen, Anmerkungen) | Höchstplatzierung, Gesamtwochen, AuszeichnungChartplatzierungen (Jahr, Titel, Musiklabel, Platzierungen, Wochen, Auszeichnungen, Anmerkungen) | Höchstplatzierung, Gesamtwochen, AuszeichnungChartplatzierungen (Jahr, Titel, Musiklabel, Platzierungen, Wochen, Auszeichnungen, Anmerkungen) | Anmerkungen                                                                                            |
| Jahr | Titel Musiklabel                                         | DE | AT | CH | UK | US | Anmerkungen                                                                                            |
| ---- | -------------------------------------------------------- | --- | --- | --- | --- | --- | --- |
| 2006 | Chasing Time: The Bedlam Sessions Atlantic Records (WMG) | DE*DE | — | CH**CH | UK1 (67 Wo.)UK | — | Erstveröffentlichung: 10. Februar 2006 Verkäufe: + 325.000 * siehe Back to Bedlam / ** siehe Livealbum |

### Musikvideos
| Jahr | Titel                                 | Regie                                                     |
| ---- | ------------------------------------- | --------------------------------------------------------- |
| 2004 | High                                  | Mark Davies (Version 1, 2004) Sam Brown (Version 2, 2005) |
| 2005 | Wisemen                               | Paul Minor (Version 1) Mark Davies (Version 2)            |
| 2005 | You’re Beautiful                      | Sam Brown                                                 |
| 2005 | Goodbye My Lover                      | Sam Brown                                                 |
| 2006 | No Bravery                            | Paul Heyes                                                |
| 2007 | 1973                                  | Paul R. Brown                                             |
| 2007 | Same Mistake                          | Jonas Åkerlund                                            |
| 2008 | Carry You Home                        | Jake Nava                                                 |
| 2008 | I Really Want You                     | Jim Canty                                                 |
| 2008 | Love, Love, Love                      | Kinga Burza                                               |
| 2008 | Je réalise                            | Thomas Peké                                               |
| 2009 | Primavera in anticipo (It Is My Song) | Gaetano Morbioli                                          |
| 2010 | Everybody Hurts                       | Joseph Kahn                                               |
| 2010 | Stay the Night                        | Ray Kay                                                   |
| 2011 | So Far Gone                           | Marc Klasfeld                                             |
| 2011 | If Time Is All I Have                 | Robert Hales                                              |
| 2011 | I’ll Be Your Man                      | Giorgio Testi                                             |
| 2011 | Dangerous                             | Luc Janin                                                 |
| 2013 | Bonfire Heart                         | Vaughan Arnell                                            |
| 2013 | Satellites                            | Brett Sullivan                                            |
| 2013 | Blue on Blue                          | Brett Sullivan                                            |
| 2014 | Heart to Heart                        | Vaughan Arnell                                            |
| 2014 | Postcards                             | Vaughan Arnell                                            |
| 2014 | When I Find Love Again                | Vaughan Arnell                                            |
| 2017 | Love Me Better                        | Vaughan Arnell                                            |
| 2017 | Bartender                             | Declan Whitebloom                                         |
| 2017 | Don’t Give Me Those Eyes              | Travis Kopach                                             |
| 2017 | OK                                    | Liza Minou Morberg                                        |
| 2017 | Times of Our Lives                    | Bosco Shane                                               |
| 2017 | Lose My Number                        | Sufiyaan Salam, Anna Smith                                |
| 2017 | Courtney’s Song                       | Simon Dymond                                              |
| 2017 | Someone Singing Along                 | Suzie Selman                                              |
| 2017 | Over                                  | Bosco Shane                                               |
| 2017 | Heartbeat                             | Bosco Shane                                               |
| 2018 | Melody                                |                                                           |
| 2019 | Cold                                  | Calum MacDiarmid                                          |
| 2019 | The Truth                             |                                                           |
| 2020 | Monsters                              | Vaughan Arnell                                            |
| 2020 | Halfway                               | Dan Massie                                                |
| 2020 | The Greatest                          | Jacob Wise                                                |
| 2020 | Should I Give It All Up               | Jacob Wise                                                |
| 2021 | Love Under Pressure                   |                                                           |
| 2021 | Unstoppable                           | Jamie Thraves                                             |
| 2022 | Adrenaline                            | Moon                                                      |
| 2023 | Beside You                            | Craig Bingham                                             |
| 2023 | The Girl That Never Was               | Vaughan Arnell                                            |
| 2025 | Tears Dry Tonight                     |                                                           |

## Sonderveröffentlichungen

### Alben
| Jahr | Titel Musiklabel                                                                        | Anmerkungen                                                                                    |
| ---- | --------------------------------------------------------------------------------------- | ---------------------------------------------------------------------------------------------- |
| 2015 | I’ll Take Everything – The Platinum Collection Atlantic Records • Custard Records (WMG) | Erstveröffentlichung: 4. September 2015 Verkäufe: + 50.000; Veröffentlichung nur in Australien |

| Jahr | Titel Musiklabel                                                   | Anmerkungen                                                             |
| ---- | ------------------------------------------------------------------ | ----------------------------------------------------------------------- |
| 2005 | Live from London Atlantic Records (WMG)                            | Erstveröffentlichung: 25. Juni 2005 Vertrieb nur über iTunes            |
| 2006 | Monkey on My Shoulder Atlantic Records • Custard Records (WMG)     | Erstveröffentlichung: 4. Juni 2006 Vertrieb nur über Target Corporation |
| 2008 | iTunes Festival: London 2008 Atlantic Records (WMG)                | Erstveröffentlichung: 17. Juli 2008 Vertrieb nur über iTunes            |
| 2013 | Moon Landing (Amazon Artist Lounge Live EP) Atlantic Records (WMG) | Erstveröffentlichung: 30. September 2013 Vertrieb nur über Amazon       |

| Jahr | Titel Musiklabel                                         | Anmerkungen                                                            |
| ---- | -------------------------------------------------------- | ---------------------------------------------------------------------- |
| 2008 | Song Collection Warner Music (WMG)                       | Erstveröffentlichung: 2008 Veröffentlichung nur in Tschechien          |
| 2012 | Some Kind of Trouble / Back to Bedlam Warner Music (WMG) | Erstveröffentlichung: 31. August 2012 Teil der „Collection-2-CD“-Reihe |
| 2016 | Moon Landing / Back to Bedlam Atlantic Records (WMG)     | Erstveröffentlichung: 5. August 2016 Teil der „2CD-Originals“-Reihe    |

| Jahr | Titel Musiklabel                                                                                                  | Anmerkungen                                                          |
| ---- | --- | -------------------------------------------------------------------- |
| 2008 | All the Lost Souls Tour 2008: Live at Manchester Apollo 11.01.2008 Atlantic Records • Concert Live (WMG)          | Erstveröffentlichung: 11. Januar 2008 Vertrieb nur über Concert Live |
| 2008 | All the Lost Souls Tour 2008: Live at Hammersmith Apollo, London 14.01.2008 Atlantic Records • Concert Live (WMG) | Erstveröffentlichung: 14. Januar 2008 Vertrieb nur über Concert Live |
| 2008 | All the Lost Souls Tour 2008: Live at Plymouth Pavilions 18.01.2008 Atlantic Records • Concert Live (WMG)         | Erstveröffentlichung: 18. Januar 2008 Vertrieb nur über Concert Live |
| 2008 | All the Lost Souls Tour 2008: Live at Wolverhampton Civic Hall 21.01.2008 Atlantic Records • Concert Live (WMG)   | Erstveröffentlichung: 21. Januar 2008 Vertrieb nur über Concert Live |

### Lieder
| Jahr | Titel Album                                                          | Anmerkungen                                                              |
| ---- | -------------------------------------------------------------------- | ------------------------------------------------------------------------ |
| 2006 | On Fire English Weather                                              | Erstveröffentlichung: 2006 Gappy Ranks feat. James Blunt                 |
| 2007 | Dear Self (Can I Talk To You) The Solution                           | Erstveröffentlichung: 10. Dezember 2007 Beanie Sigel feat. James Blunt   |
| 2008 | Primavera in anticipo (It Is My Song) Primavera in anticipo          | Erstveröffentlichung: 14. November 2008 Laura Pausini feat. James Blunt  |
| 2013 | Sacrifial Lamb Freestyle 102: No Pens No Pad                         | Erstveröffentlichung: 5. Februar 2013 Mack Maine feat. James Blunt       |
| 2017 | OK Uncovered                                                         | Erstveröffentlichung: 29. September 2017 Robin Schulz feat. James Blunt  |
| 2017 | Je réalise Le toit du monde                                          | Erstveröffentlichung: 7. Dezember 2017 Sinik feat. James Blunt           |
| 2019 | Walk Away Sticker on My Suitcase                                     | Erstveröffentlichung: 14. Juni 2019 Alle Farben feat. James Blunt        |
| 2019 | Melody Alive and Feeling Fine                                        | Erstveröffentlichung: 4. Oktober 2019 Lost Frequencies feat. James Blunt |
| 2020 | OK (Live) Die Helene Fischer Show – Meine schönsten Momente (Vol. 1) | Erstveröffentlichung: 11. Dezember 2020 Helene Fischer feat. James Blunt |

| Jahr | Titel Album                                                              | Anmerkungen                                                  |
| ---- | ------------------------------------------------------------------------ | ------------------------------------------------------------ |
| 2005 | I Want You Listen to Bob Dylan: A Tribute                                | Erstveröffentlichung: 16. August 2005 Original: Bob Dylan    |
| 2006 | If There’s Any Justice (Live) Radio 1’s Live Lounge                      | Erstveröffentlichung: 16. Oktober 2006 Original: Lemar       |
| 2014 | I Guess That’s Why They Call It the Blues BBC Radio 2: Sounds of the 80s | Erstveröffentlichung: 10. November 2014 Original: Elton John |

| Jahr | Titel Soundtrack zu                        | Anmerkungen                            |
| ---- | ------------------------------------------ | -------------------------------------- |
| 2006 | You’re Beautiful Tylko mnie kochaj         | Erstveröffentlichung: 20. Januar 2006  |
| 2007 | Same Mistake P.S. Ich liebe Dich           | Erstveröffentlichung: 4. Dezember 2007 |
| 2009 | Carry You Home Beim Leben meiner Schwester | Erstveröffentlichung: 23. Juni 2009    |
| 2011 | Why Do I Fall Titeuf                       | Erstveröffentlichung: 18. März 2011    |
| 2014 | Bonfire Heart Lieber Weihnachtsmann        | Erstveröffentlichung: 9. Dezember 2014 |

### Videoalben
| Jahr | Titel Musiklabel                                            | Anmerkungen                                                        |
| ---- | ----------------------------------------------------------- | ------------------------------------------------------------------ |
| 2007 | Rhapsody Originals Atlantic Records • Custard Records (WMG) | Erstveröffentlichung: 20. November 2007 Vertrieb nur über Best Buy |
| 2011 | Live from Paléo Festival Atlantic Records (WMG)             | Erstveröffentlichung: 2. Dezember 2011 Teil von Trouble Revisited  |

## Statistik

### Chartauswertung
|                     | DE    | AT    | CH     | UK    | US    |
| ------------------- | ----- | ----- | ------ | ----- | ----- |
| Nummer-eins-Alben   | DE2DE | AT3AT | CH4CH  | UK2UK | US—US |
| Top-10-Alben        | DE7DE | AT6AT | CH8CH  | UK8UK | US2US |
| Alben in den Charts | DE9DE | AT7AT | CH10CH | UK8UK | US5US |

|                       | DE     | AT     | CH     | UK     | US    |
| --------------------- | ------ | ------ | ------ | ------ | ----- |
| Nummer-eins-Singles   | DE1DE  | AT3AT  | CH3CH  | UK3UK  | US1US |
| Top-10-Singles        | DE5DE  | AT8AT  | CH7CH  | UK6UK  | US1US |
| Singles in den Charts | DE18DE | AT18AT | CH24CH | UK16UK | US5US |

|                          | DE    | AT    | CH    | UK    | US    |
| ------------------------ | ----- | ----- | ----- | ----- | ----- |
| Nummer-eins-Videoalben   | DE—DE | AT—AT | CH—CH | UK1UK | US—US |
| Top-10-Videoalben        | DE—DE | AT—AT | CH—CH | UK1UK | US—US |
| Videoalben in den Charts | DE—DE | AT—AT | CH—CH | UK1UK | US—US |

### Auszeichnungen für Musikverkäufe
| Land/RegionAuszeichnungen für Musikverkäufe (Land/Region, Auszeichnungen, Verkäufe, Quellen) | Silber     | Gold       | Platin         | Diamant     | Verkäufe    | Quellen                                                     |
| -------------------------------------------------------------------------------------------- | ---------- | ---------- | -------------- | ----------- | ----------- | ----------------------------------------------------------- |
| Argentinien (CAPIF)                                                                          | —          | —          | 4× Platin4     | —           | 128.000     | capif.org.ar (Memento vom 31. Mai 2011 im Internet Archive) |
| Australien (ARIA)                                                                            | —          | 2× Gold2   | 23× Platin23   | —           | 1.445.000   | aria.com.au                                                 |
| Belgien (BRMA)                                                                               | —          | 5× Gold5   | 6× Platin6     | —           | 330.000     | ultratop.be                                                 |
| Dänemark (IFPI)                                                                              | —          | 5× Gold5   | 12× Platin12   | —           | 493.500     | ifpi.dk                                                     |
| Deutschland (BVMI)                                                                           | —          | 8× Gold8   | 13× Platin13   | —           | 4.500.000   | musikindustrie.de                                           |
| Europa (IFPI)                                                                                | —          | —          | 9× Platin9     | —           | (9.000.000) | ifpi.org (Memento vom 1. Januar 2014 im Internet Archive)   |
| Finnland (IFPI)                                                                              | —          | Gold1      | —              | —           | 25.650      | ifpi.fi                                                     |
| Frankreich (SNEP)                                                                            | —          | Gold1      | 4× Platin4     | 2× Diamant2 | 1.933.333   | infodisc.fr snepmusique.com                                 |
| Griechenland (IFPI)                                                                          | —          | Gold1      | 2× Platin2     | —           | 47.500      | Einzelnachweise                                             |
| Irland (IRMA)                                                                                | —          | Gold1      | 17× Platin17   | —           | 262.500     | irishcharts.ie                                              |
| Italien (FIMI)                                                                               | —          | 8× Gold8   | 10× Platin10   | —           | 795.000     | fimi.it                                                     |
| Japan (RIAJ)                                                                                 | —          | 2× Gold2   | 4× Platin4     | —           | 1.250.000   | riaj.or.jp JP2                                              |
| Kanada (MC)                                                                                  | —          | 3× Gold3   | 12× Platin12   | —           | 1.080.000   | musiccanada.com                                             |
| Mexiko (AMPROFON)                                                                            | —          | 2× Gold2   | —              | —           | 3.670.000   | amprofon.com.mx                                             |
| Neuseeland (RMNZ)                                                                            | —          | 2× Gold2   | 16× Platin16   | —           | 290.000     | aotearoamusiccharts.co.nz NZ2 NZ3                           |
| Niederlande (NVPI)                                                                           | —          | 2× Gold2   | Platin1        | —           | 130.000     | nvpi.nl                                                     |
| Österreich (IFPI)                                                                            | —          | 5× Gold5   | 6× Platin6     | —           | 215.000     | ifpi.at                                                     |
| Polen (ZPAV)                                                                                 | —          | 3× Gold3   | 3× Platin3     | —           | 180.000     | olis.pl                                                     |
| Portugal (AFP)                                                                               | —          | 4× Gold4   | 2× Platin2     | —           | 69.000      | Einzelnachweise                                             |
| Schweden (IFPI)                                                                              | —          | 3× Gold3   | 4× Platin4     | —           | 240.000     | sverigetopplistan.se                                        |
| Schweiz (IFPI)                                                                               | —          | 4× Gold4   | 13× Platin13   | —           | 488.000     | hitparade.ch                                                |
| Spanien (Promusicae)                                                                         | —          | 2× Gold2   | 5× Platin5     | —           | 380.000     | elportaldemusica.es promusicae.es                           |
| Ungarn (MAHASZ)                                                                              | —          | —          | Platin1        | —           | 6.000       | slagerlistak.hu                                             |
| Vereinigte Staaten (RIAA)                                                                    | —          | 2× Gold2   | 8× Platin8     | —           | 7.000.000   | riaa.com                                                    |
| Vereinigtes Königreich (BPI)                                                                 | 4× Silber4 | 5× Gold5   | 25× Platin25   | —           | 12.074.000  | bpi.co.uk                                                   |
| Insgesamt                                                                                    | 4× Silber4 | 71× Gold71 | 200× Platin200 | 2× Diamant2 |             |                                                             |